# Roesskoje Oestje
Roesskoje Oestje (Russisch: Русское Устье, Jakoets: Русскай Устье; Roesskaj Oestje) is een plaats (selo) in de oeloes Allaichovski van de Russische autonome republiek Sacha (Jakoetië). De plaats telde 128 inwoners bij de volkstelling van 2010.

## Geografie
Het dorp ligt aan de benedenloop van de Indigirka, meer bepaald aan de westelijke (linkeroever) van diens zijarm Roessko-Oestinskaja direct ten noorden van de plek waar het riviertje Sjamanka instroomt in deze zijarm, ongeveer 80 kilometer van de uitstroom van de Indigirka in de Oost-Siberische Zee. De plaats ligt op 120 kilometer ten noordoosten van het oeloescentrum Tsjokoerdach.

### Klimaat
Roesskoje Oestje ligt in een gebied met een toendraklimaat.
| Maand                       | jan   | feb   | mrt   | apr   | mei   | jun  | jul  | aug  | sep  | okt   | nov   | dec   | Jaar  |
| --------------------------- | ----- | ----- | ----- | ----- | ----- | ---- | ---- | ---- | ---- | ----- | ----- | ----- | ----- |
| Hoogste maximum (°C)        | −8    | −13,3 | −7,1  | −2    | 12    | 24   | 28,9 | 27,4 | 18   | 5     | −3,8  | −7,8  | 28,9  |
| Gemiddeld maximum (°C)      | −29,2 | −30,8 | −27   | −17,3 | −5,3  | 6,7  | 11,7 | 8,9  | 2,9  | −10,3 | −22,5 | −28,5 | −11,6 |
| Gemiddelde temperatuur (°C) | −32,8 | −34,5 | −31,2 | −22,1 | −8,5  | 3,7  | 7,9  | 5,7  | 0,6  | −13,4 | −26,2 | −32   | −15,1 |
| Gemiddeld minimum (°C)      | −36,6 | −38,3 | −35,7 | −27,8 | −12,7 | 0,6  | 4,2  | 2,9  | −1,5 | −16,7 | −29,9 | −35,6 | −18,8 |
| Laagste minimum (°C)        | −48,4 | −51,0 | −47,4 | −42,2 | −29   | −25  | −3,9 | −5,1 | −17  | −35,8 | −42,2 | −48,6 | −51   |
|                             |       |       |       |       |       |      |      |      |      |       |       |       |       |
| Neerslag (mm)               | 11,3  | 6,4   | 5,1   | 7,5   | 32,8  | 21,9 | 27,9 | 31,2 | 28,8 | 13,1  | 14,1  | 5,8   | 205,9 |
| Bron: Climatebase           |       |       |       |       |       |      |      |      |      |       |       |       |       |

## Geschiedenis

### Oorsprong
Het oorspronkelijke dorp Roesskoje Oestje werd enkele eeuwen geleden gesticht door etnische Russen. De naam Roesskoje ("Russische") Oestje ("monding") verwijst naar de ligging aan het de meest westelijke loop van de Indigirka; die het dichtst bij het "Russische vasteland" ligt.
Volgens een lokale legende waren de stichters Pomoren die rond 1570 op de vlucht voor optritsjniki van tsaar Ivan de Verschrikkelijke op kotsjen hiernaartoe vluchtten vanuit het oude Land Novgorod (Novgorodskaja zemlja). Schrijver Valentin Raspoetin stelt in zijn boek Sibir, Sibir echter dat het bereiken van de Indigirka hen zeer lang moet hebben gekost. Een andere theorie stelt dat het gaat om een afstammelingen van pelsjagers en kozakken die zich hier pas in de tweede helft van de 17e eeuw vestigden. Weer een andere theorie stelt dat het migranten uit de stad Zasjiversk waren, dat in 1805 per oekaze van de tsaar werd opgeheven. Waarschijnlijk gaat het echter om een mengeling van deze drie groepen.

### Ontstaansgeschiedenis
De eerste vermelding van het dorp is uit 1638, toen een detachement Tobolsk-Kozakken onder leiding van Ivan Rebrov de Indigirka afvoer naar de Oost-Siberische Zee en twee ostroggen aan de benedenloop van de rivier bouwde. Dit wordt dan ook traditioneel gezien als het stichtingsjaar van het dorp.
De locatie ten noorden van de noordpoolcirkel maakte landbouw onmogelijk. De bevolking hield zich dan ook bezig met jagen, stropen en met name vissen. Daar de locatie tevens boven de boomgrens ligt, was men voor het bouwen van de houten huizen en het maken van vuur afhankelijk van drijfhout dat via de rivier werd aangevoerd. De bewoners woonden verspreid over tientallen kilometers in solitaire huizen of kleine gehuchten van 3 tot 4 izba's met platte daken, die gezamenlijk werden aangeduid als Roesskoje Oestje.
De lokale bevolking vermengde zich in de loop der tijd met de lokale Evenen, maar behielden veel van de overtuigingen, gewoonten en folklore van hun voorouders. Hierdoor werd de plaats een favoriete bestemming voor Russische etnografen en culturele antropologen. Taalkundigen bezochten de plek om het lokale sterk door het Eveens beïnvloedde dialect van het Russisch te bestuderen.
In de tijd rond de stichting van Roesskoje Oestje wisten de Russen de Indigirka ook over land te bereiken, waarop ze de stad Zasjiversk stichtten (1639). Vanaf het einde van de 17e eeuw verrezen meerdere permanente Russische nederzettingen langs de monding van de noordelijke rivieren, zoals Boeloen aan de Lena, Kazatsje langs de Jana en Pochodsk aan de Kolyma.

### Expedities
In 1739 overwinterde een groep van de Tweede Kamtsjatka-expeditie onder leiding van Dmitri Laptev bij Roesskoje Oestje nadat hun boot was vastgevroren in het ijs. Hierdoor verscheen de plaatsnaam voor het eerst op de kaart. Ook tijdens latere jaren deden veel ontdekkingsreizigers het dorp aan. In 1763 redden de inwoners poolreiziger Nikita Sjalaoerov van de dood. In 1806 werd door ontdekkingsreizigers via het dorp het eiland Nieuw-Siberië ontdekt. Tussen 1808 en 1810 namen de inwoners actief deel aan de expeditie van Matvej Gedensjtrom naar de Nieuw-Siberische Eilanden. In 1823 brachten ontdekkingsreizigers Pjotr Anzjoe en Prokofi Kozmin een bezoek aan het dorp en in 1866 bezocht de Duits-Russische schrijver G.L. von Maydell het dorp, waarover hij schreef in zijn (Russischtalige) boek Reis naar het noordoostelijke deel van de regio Jakoetsk. In 1909 hielpen de bewoners de expeditie van Konstantin Vollosovitsj, die de zeekust tussen de Indigirka en de Jana in kaart bracht. In de 18e eeuw werd een houten kerk gebouwd in het dorp, die volgens de bewoners de noordelijkste ter wereld is.

### 19e en begin 20e eeuw

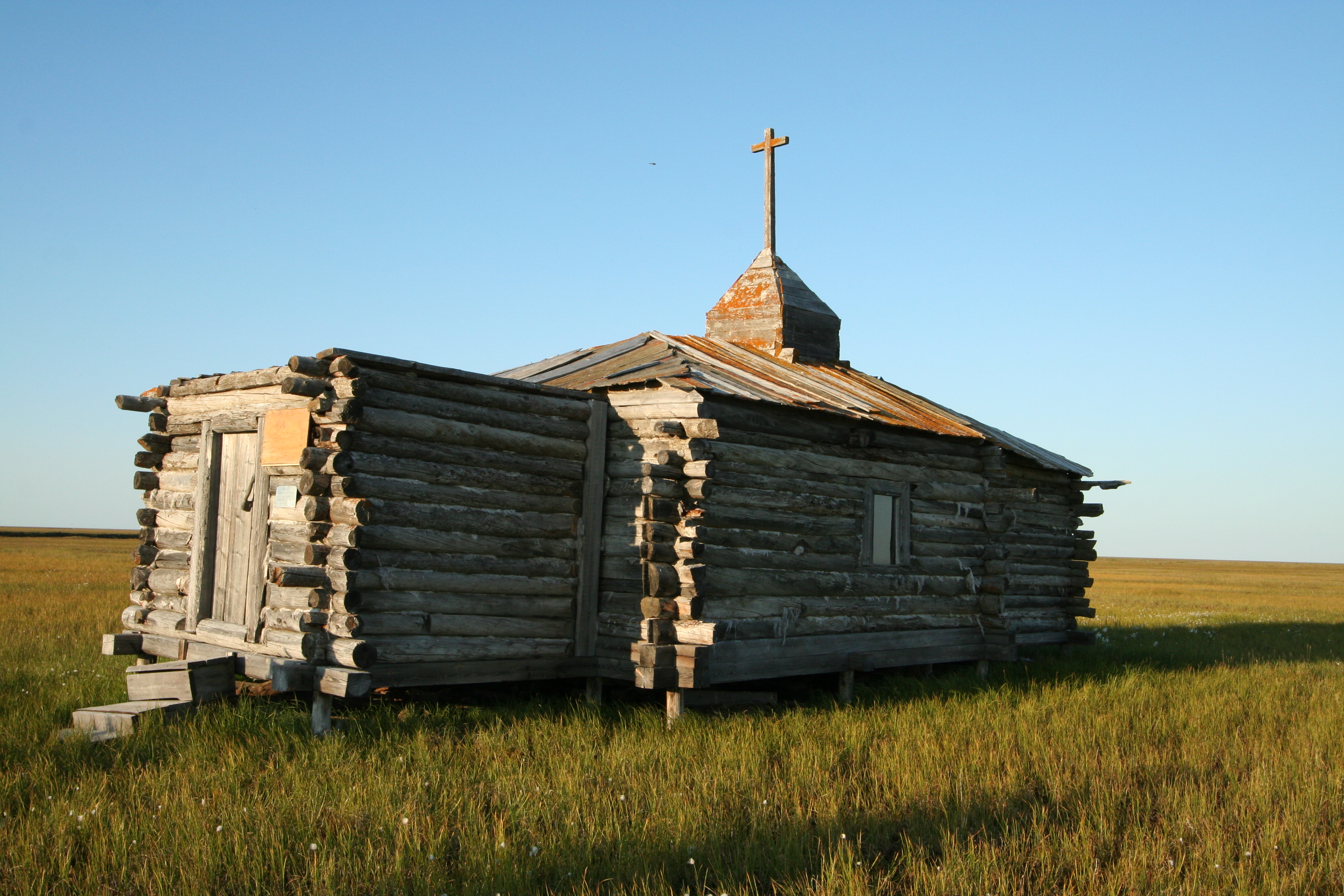
18e-eeuwse kerk

De socialistische revolutionair Vladimir Zenzinov beschreef het dorp tijdens zijn verbanning naar Siberië in 1912, waarover hij twee boeken publiceerde: Oude [Russische] bewoners bij de Koude Oceaan in 1914 en Roesskoje Oestje in 1921. Hij was naar eigen zeggen de eerste banneling in het dorp. Tijdens zijn verblijf in het centrale dorp telde dit nog altijd slechts 7 huizen. In 1929 landde een vliegtuig van de Sovjet-Finse luchtvaartpionier Otto Kalvitsa bij het dorp. In hetzelfde jaar werd een hydrografische afdeling onder leiding van Joeri Tsjirichin gevestigd in het dorp. Deze verzamelde gegevens voor het uitgeven van een atlas van de Indigirka in 1935. In 1931 bezocht de Russische fietser Gleb Travin de plaats tijdens zijn tienduizenden kilometers lange tochten door het Hoge Noorden en Siberië.
In 1885 werd een eerste nationale school gebouwd in het dorp, die in 1928 werd vervangen door een sovjetschool. in 1895 werd begonnen met de eerste meteorologische waarnemingen bij het dorp. In 1930 werden in het kader van de collectivisatie ook de kolchozen Komsomolets en Pionier opgericht in het dorp. In de jaren 1930 werd ook de bestaande kerk vernield. In 1935 werd voor een gereguleerde bootdienst opgezet naar de plaats. In 1938 werd er een zendstation geplaatst, dat echter in 1940 samen met het bestaande weerstation weer werd verplaatst naar het dorp Vorontsovo.

### Huidige dorp
Het huidige dorp werd in 1942 gesticht als Poljarnoje, 20 kilometer stroomafwaarts van het oude Roesskoje Oestje. Op deze plek werden toen alle etnisch Russische bewoners uit de voormalige gehuchten langs de benedenloop van de Indigirka hervestigd. Dit waren onder andere Roesskoje Oestje, Kosoechino, Stantsjik, Jar, Kroeta, Lobazino, Starikovo, Fjodorovskoje en Koezmitsjevo. Op de oude plek werd een gezamenlijke ijskelder (lednik) aangelegd in de permafrost.
In de loop der jaren werd het nieuwe dorp steeds verder uitgebreid met nieuwe voorzieningen. In 1944 verrees een feldsjerpost. In 1951 werden de beide kolchozen samengevoegd tot een nieuwe kolchoz met de naam Pobeda ("overwinning"), die tien jaar later in 1961 tot een afdeling van de sovchoz van de oeloes werd gemaakt. In 1958 werden een tweetal banken geopend in het dorp. In de jaren 1960 werd het dorp door de introductie van helikopters steeds meer verbonden met de buitenwereld. Zij hielden en houden zich vooral bezig met de verkoop van poolvoshuiden. In de winter is vis het belangrijkste voedsel en in de zomer wordt er veel op ganzen gejaagd.
Omdat de bewoners het dorp consequent aan bleven duiden als Roesskoje Oestje kreeg het dorp in 1988 deze naam terug bij de 350e geboortedag van Roesskoje Oestje. In de jaren 1990 werd het dorp zoals zoveel afgelegen plaatsen vanwege geldgebrek aan haar lot overgelaten, waarop mensen de plaats begonnen te verlaten. Met het herstel van de verbindingen kwam ook het leven weer op gang. De kerk werd hersteld en in 2014 namen mensen uit Novgorod zelfs een complete prefabkerk mee om deze bij hun nazaten te herbouwen op de permafrost in Roesskoje Oestje.

## Bevolking
Bij de volkstellingen van 2002 en 2010 woonden respectievelijk 181 en 157 mensen in het dorp. De bevolking van het dorp bestaat uit etnisch Russische (starozjily) Roessko-oestintsy (of Indigirsjtsjiki naar de rivier), een mengvolk dat op deze zeer geïsoleerde locatie hun taal en cultuur eeuwenlang wist te bewaren. Hoewel de meeste inwoners analfabeet waren, waren er ook enkelen die wel konden lezen en de kerkboeken die ze erfden bijhielden, die ze hun kinderen leerden te lezen. Ook speelden ze schaak, zo blijkt uit teruggevonden schaakstukken van walrusbeen. De bewoners zijn overwegend Russisch-orthodox aan. Volgens een lokale legende bouwden de stichters van het dorp als eerste een kerk, een banya en een herberg. Ook vereerden ze de platytera (het icoon "Moeder Gods van het Teken"), die hun afkomst uit Novgorod zou ondersteunen. Het dorp is door de bewoners (net als veel andere afgelegen plaatsen) drooggelegd: er wordt zelfs geen eigen alcohol gestookt. De Russische schrijver Raspoetin schreef over deze geïsoleerde traditionele gemeenschap dat de bewoners hoewel ze vol vooroordelen zaten hun vermogen om morele oordelen te vellen kon worden geprezen ten opzichte van het moreel relativisme van de moderne mens.
De inwoners van het dorp maken onderscheid in hun afkomst door hun achternamen te categoriseren in vier groepen:
- de eerste migranten noemen zich doselnye ("tot nu toe"). Dit zijn onder andere de bewoners met achternamen als Koseljov, Sjkoeljov en Tichatsjov;
- de kazaki ("kozakken") zijn afstammelingen van kozakken en hebben achternamen als Soldatov en Kotsjevsjtsjikov;
- de krestjane ("boeren") zijn afstammelingen van boeren. Dit is onder andere de familie Portnjagin;
- de verchovskië ("die van boven") zijn migranten van plaatsen uit de bovenloop van de Indigirka. Dit is onder andere de familie Bansjtsjikov.

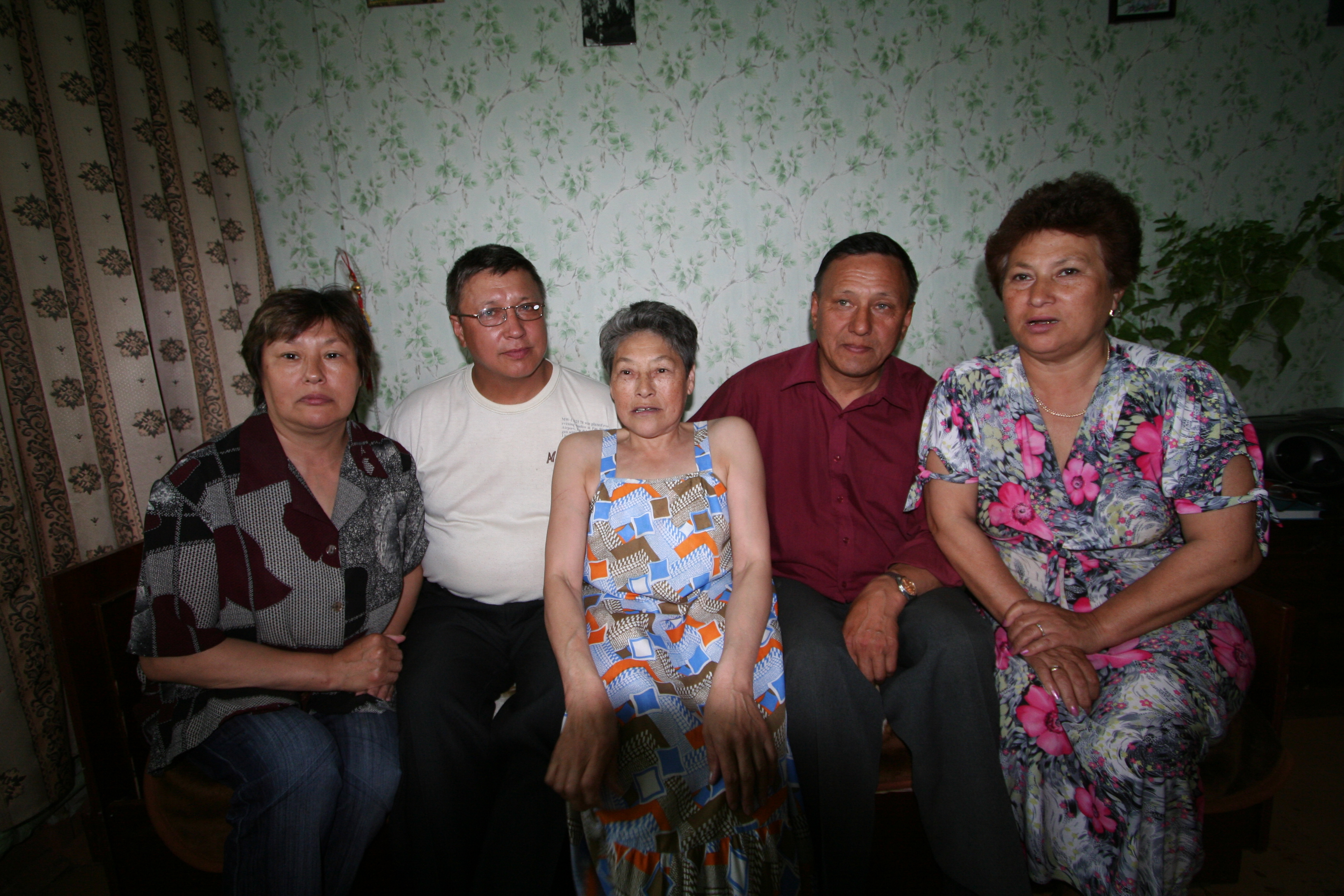
Roesko-oestintsy-familie
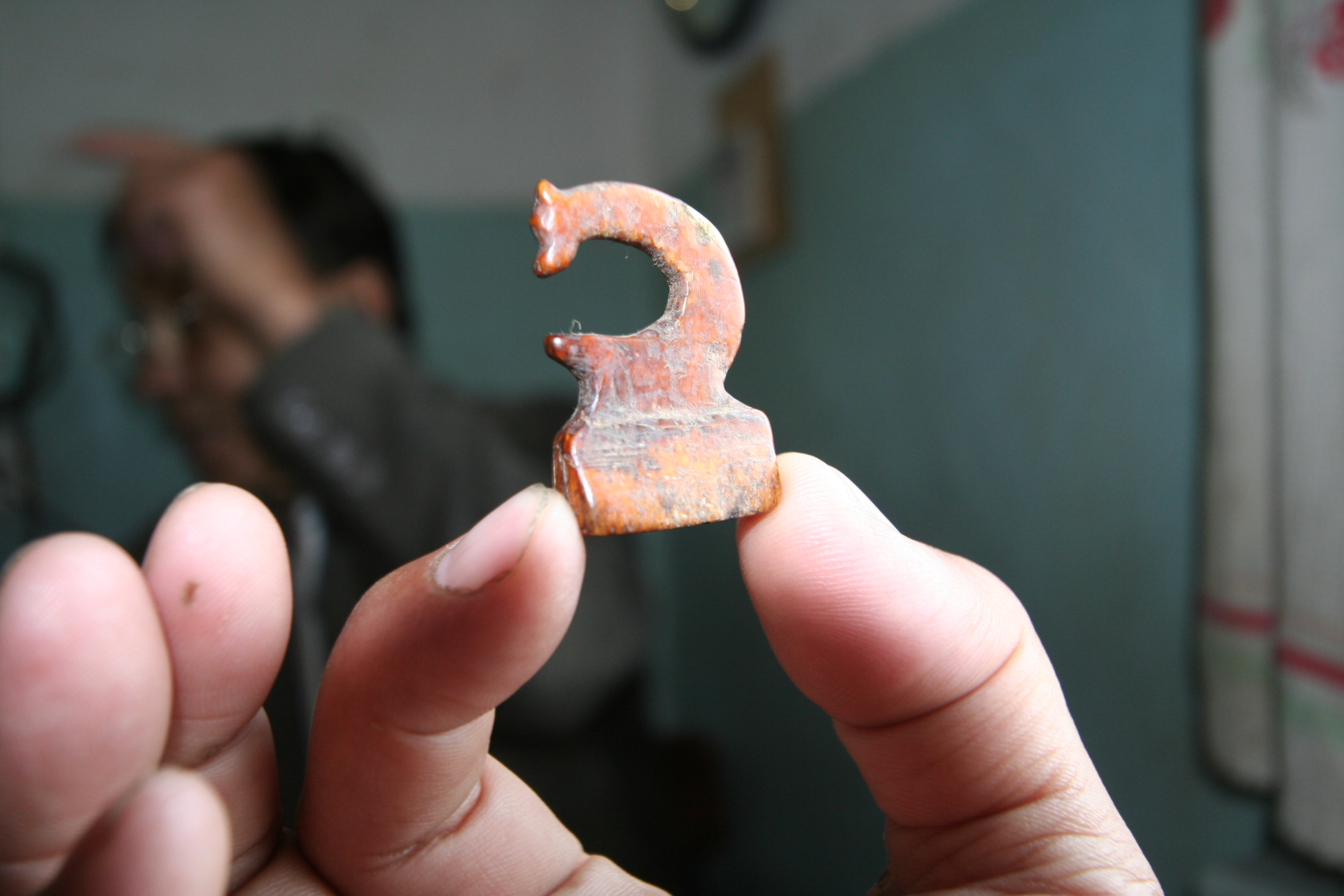
Schaakstuk van walrusbeen